# 소준열
소준열(蘇俊烈, 1931년 9월 18일~2004년 1월 28일)은 대한민국의 군인, 정치인이다. 본관은 진주, 최종 계급은 대장이다. 충무무공훈장, 보국훈장 통일장 등을 받았다.

## 생애
1950년 7월 육군 소위로 임관한 뒤 6.25 전쟁 당시 최전방에서 중대장으로 임무를 수행했고 1968년 수도기계화보병사단 참모장으로 베트남 전쟁에 참전해 무공을 세웠다. 이후 육군 초대 전투병과 교육사령관, 제1군사령관 등을 역임했고 1983년 육군대장으로 예편했다. 1980년 5·18 광주 민주화 운동 당시 진압 책임자로 1988년 국회광주청문회에 서기도 했다. 예편 후 한국토지공사 이사장, 대한민국 재향군인회장, 자유민주연합 상임고문(1995년), 신한국당 상임고문(1996년) 등을 역임했다.
2004년 1월 28일 미국 캘리포니아주 로스앤젤레스에서 사망하였다. 대한민국으로 운구된 그의 유해는 국립대전현충원에 안장되었다. 장군1-21.

## 가족 관계
부인 형정순씨와 아들 소재성(在成·인하대 교수), 소재천(在天·자영업), 딸 소명숙(明淑), 소경숙(景淑), 사위 조삼제(약사)가 있다.